# Christian Friedrich Callisen (Theologe)

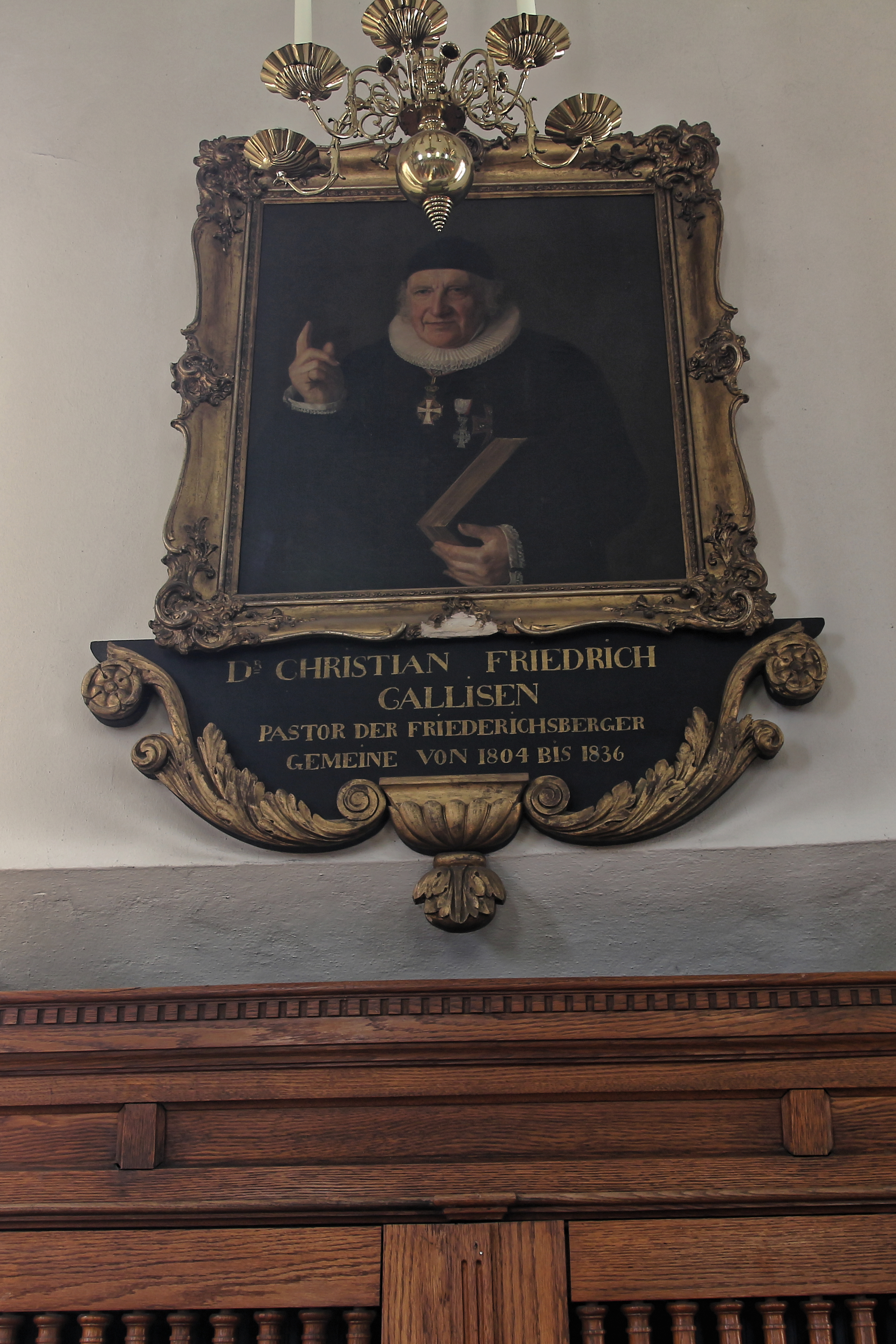
Christian Friedrich Callisen

Christian Friedrich Callisen (* 20. Februar 1777 in Glückstadt; † 3. Oktober 1861 in Schleswig) war ein evangelisch-lutherischer Theologe und Philosoph und von 1835 bis 1848 Generalsuperintendent von Schleswig.

## Leben
Callisen stammte aus einer schleswig-holsteinischen Pastorenfamilie. Er war ein Sohn des Juristen Christian Callisen und dessen Ehefrau Gertrud Sophie Henriette Winckler. Sein Onkel war der Generalsuperintendent von Holstein Johann Leonhard Callisen, sein Bruder der Mediziner Adolph Carl Peter Callisen (1786–1866). Callisen begann 1794 das Theologiestudium in Kiel, das er 1797 in Leipzig und 1798 Jena fortsetzte, wo er Mitglied der Gesellschaft der freien Männer war.
1799, nach beendetem Studium, Promotion an der philosophischen Fakultät und Ablegung des theologischen Amtsexamen, wurde er Privatdozent an der Kieler Christian-Albrechts-Universität. 1803 wurde er Prediger von Hollingstedt und schon ein Dreivierteljahr später Pastor der Dreifaltigkeitskirche in Schleswig-Friedrichsberg und Propst von Hütten. In dieser Zeit gründete er die Landes-Bibelgesellschaft und verfasste sowohl Schriften für Volksschulen als auch Lehrbücher für jungen Theologen. 1821 erhielt er das Ritterkreuz des Dannebrog-Ordens.
1834 wurde er als Nachfolger von Jacob Georg Christian Adler Generalsuperintendent des Herzogtums Schleswig und gleichzeitig (bis 1845) Schlossprediger von Schloss Gottorf. Als solcher assistierte er 1840 bei der Krönung Christian VIII., wofür er das Kommandeurkreuz des Dannebrog-Ordens verliehen bekam. Als sich nach Regierungsantritt Friedrich VII. 1848 die Konflikte zwischen deutsch- und dänischsprachiger Bevölkerung verschärften und der Schleswig-Holsteinische Krieg ausbrach, legte Callisen, der selbst nicht dänisch sprach, sein Amt nieder.
Der gleichnamige Sohn war ein Beamter, Jurist und Bürgermeister von Flensburg.

## Werke
- Kurzer Abriß der Erfahrungsseelenlehre als Grundlage bei Vorlesungen über diese Wissenschaft. Mohr, Kiel 1802 (Digitalisat).
- Kurzer Abriß der Religionsphilosophie, als Grundlage bei Vorlesungen über diese Wissenschaft. Mohr, Kiel 1802 (Digitalisat).
- Kurzer Abriß einer philosophischen Encyclopädie als Grundlage bei Vorträgen über dieselbe. Mohr, Kiel 1802 (Digitalisat).
- Theophilus. Ein Beytrag zur Philosophie der Religion. Seidel, Amberg 1803 (Digitalisat).
- mit C. G. Hensler: Instruction für die beständige Revisions- und Untersuchungs-Commission. Kiel 1803.
- mit L. N. von Schmieden: Instructionen für die Kirchen- und Schul-Officialen, namentlich für die Kirchspielsmänner, Kirchenjuraten und Schulvorsteher, in der Probstey Hütten. Serringhausen, Schleswig 1805.
- Kurzer Abriß der Logik und Metaphysik als Leitfaden bey Vorlesungen über diese Wissenschaft. Seidel, Nürnberg 1805 (Digitalisat).
- Kurzer Abriß der philosophischen Rechts- und Sittenlehre als Leitfaden bey Vorlesungen über diese Wissenschaft. Seidel, Nürnberg 1805.
- Winke zu einer angemessenen Amtsführung für Landschullehrer. Hammerich, Altona 1807.
- Kurzer Abriss des Wissenswürdigsten aus der Seelenlehre. Altona 1808.
- Kurzer Abriß des Wissenswürdigsten aus den Naturwissenschaften für das Volk und für Volksschulen. Hammerich, Altona 1808 (Digitalisat).
- Was muss ich glauben als Mensch und Christ? Ein Handbuch für nachdenkende Christen. Hammerich, Altona 1810.
- Kurzer Abriß des Wissenswürdigsten aus den den Prediger und sein Amt in den Herzogthümern Schleswig und Holstein betreffenden Königl. Verordnungen. Hammerich, Altona 1810 (Digitalisat).
- Handbuch zum Gebrauch nachdenkender Christen beim Lesen der heiligen Schrift neuen Testaments, nach der Lutherischen Bibelübersetzung. Hammerich, Altona
  - Erster Teil: Winke zum erbaulichen Lesen der Erzählungen aus dem Leben Jesu Christi in den vier Evangelisten nach der Lutherischen Bibelübersetzung : Zum Gebrauch nachdenkender Bibelfreunde entworfen, 1813.
  - Zweiter Teil, erste Hälfte: Winke zum erbaulichen Lesen der Geschichte und der Sendschreiben der Apostel Jesu Christi, nach der Lutherischen Bibelübersetzung. Erste Hälfte, enthaltend der Apostel Geschichte , und die Briefe Pauli an die Römer, Corinther, Galater und Epheser: Zum Gebrauch nachdenkender Bibelfreunde entworfen, 1813.
  - Zweiter Teil, andere Hälfte: Winke zum erbaulichen Lesen der Geschichte und der Sendschreiben der Apostel Jesu Christi, nach der Lutherischen Bibelübersetzung. Andere Hälfte, enthaltend die Briefe Pauli an die Philipper, Colosser, Thessalonicher, an den Timotheum, Titum, Philemon; die Briefe Petri, die Briefe Johannis, den Brief an die Hebräer, den Brief Jacobi, den Brief Judä; und die Offenbarung Johannis: Zum Gebrauch nachdenkender Bibelfreunde entworfen, 1813.
- Anleitung für Theologie Studirende und angehende Prediger in den Herzogthümern Schleswig und Holstein mit den landesherrlichen Kirchenverordnungen zur Wahrnehmung ihrer Pflichten bekannt zu werden. Hammerich, Altona 1810 (Digitalisat).
- Kurzer Leitfaden beim christlichen Religionsunterrichte. R. Koch, Schleswig 1815.
- Kurzer Abriß des Wissenswürdigsten aus der Erdbeschreibung: für das Volk und für Volksschulen, vornehmlich in den Herzogthümern Schleswig und Holstein, in vier Tafeln. Hammerich, Altona 1821.
- Biblische Denksprüche auf alle Tage im Jahr. Kgl. Taubstummen-Inst., Schleswig 1829.
- Propädeutik der Philosophie oder Leitfaden zu Vorträgen über Erfahrungsseelenlehre und Enzyclopädie .... Schleswig 1846 (Digitalisat).
- Kurzer Abriß einer populären und practischen Glaubenslehre : ein Handbuch für gebildete nachdenkliche Christen, die sich selber die Frage zu beantworten suchen: „Was soll ich glauben als Mensch und Christ?“. Neddermeyer, Schleswig 1852.
- Hülfsbüchlein zu einer zweckmäßigen Benutzung des kleinen Catechismus Lutheri in Volksschulen. Hammersche Buchhandlung, Altona 1854.
- Entwurf einer durchaus auf practischem Grunde ruhenden Religionsphilosophie: für gebildete Religionsfreunde, zunächst zum eigenen weiteren Nachdenken über die für sie dabey in Betracht kommenden wichtigsten Gegenstände, so wie demnächst als etwaige Grundlage zu Vorträgen darüber entworfen. M. Bruhn's Buchhandlung, Schleswig 1856.